# Elecciones parlamentarias de Islandia de 2003
Las elecciones parlamentarias de Islandia de 2003 se realizaron el 10 de mayo de ese año para elegir a los miembros del Alþingi.
Con un 33,7% de los votos, los resultados otorgaron por un estrecho margen la victoria al Partido de la Independencia del primer ministro de ese entonces Davíð Oddsson.
De todas maneras la coalición entre el Partido de la Independencia y el Partido Progresista que mantenía a Oddson en el gobierno continuaría hasta 2007, aunque en el intertanto le sucederían otros primeros ministros.
De los 211.304 votantes registrados, participaron 185.392, alrededor de 87,7%. De todos los votos, 2.220, o aproximadamente el 1,2%, fueron invalidos.

## Resultados
| Partido                                                       | Votos   | %    | Escaños | +/- |
| ------------------------------------------------------------- | ------- | ---- | ------- | --- |
| Partido de la Independencia (Sjálfstæðisflokkur)              | 61.701  | 33,7 | 22      | -4  |
| Alianza Socialdemócrata (Samfylkingin)                        | 56.700  | 31,0 | 20      | +3  |
| Partido Progresista (Framsóknarflokkur)                       | 32.484  | 17,7 | 12      | 0   |
| Movimiento de Izquierda-Verde (Vinstrihreyfing-Grænt framboð) | 16.129  | 8,8  | 5       | -1  |
| Partido Liberal (Frjálslyndi flokkur)                         | 13.523  | 7,4  | 4       | +2  |
| Otros                                                         | 2.635   | 1,4  | 0       | 0   |
| Total                                                         | 183.172 | 100  | 63      | 0   |

+/-: diferencia de escaños obtenidos respecto a las elecciones anteriores de 1999.